# 테르카

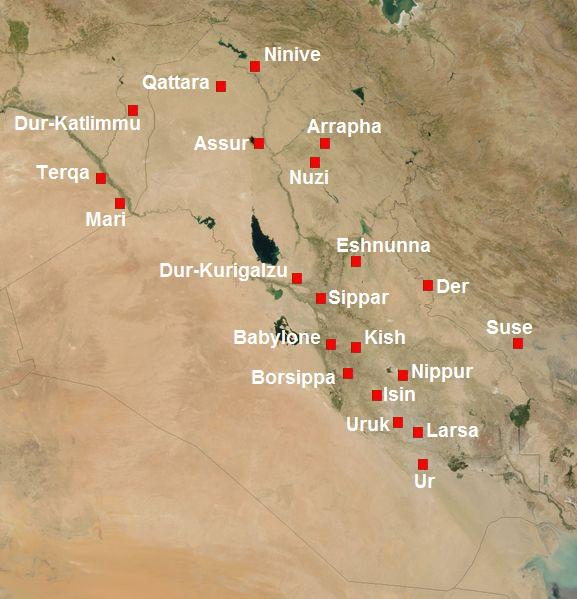
기원전 두 번째 천녀의 메소포타미아

테르카는 고대 도시의 이름으로 시리아 유프라테스강 중류의 제방의 텔 아샤라에서 발견되었다. 테르카는 하나(Khana) 왕국의 주요 도시였다. 한동안 테르카는 이웃 도시 마리에 의해 영향을 받았다.
네개의 중첩된 사원이 건강의 여신 닌카락에게 봉헌되었고 그곳에서 발견되었다.